# Sidydrassus rogue
Sidydrassus rogue – gatunek pająka z rodziny worczakowatych.
Gatunek ten został opisany w 2005 roku przez Tatianę K. Tunewą.
Pająk o ciele długości 10,5 mm, w tym 4 mm karapaksu. Nogogłaszczki i odnóża żółtobrązowe. Odwłok szarożółty. Samiec ma igłowaty embolus, położoną blisko niego drobną apofyzę medialną i długą, sztyletowatą apophysis retrolateralis goleni.
Gatunek palearktyczny, znany z okolic Zajsanu w obwodzie wschodniokazachstańskim.